# Clito Carlucci
Pour les articles homonymes, voir Carlucci.
Clito Carlucci (7 mars 1810 - 11 mai 1879) est un médecin et un universitaire italien de la seconde moitié du XIXe siècle.

## Biographie
Nommé par la Junte provisoire de gouvernement le 3 octobre 1870, Clito Carlucci est le premier recteur de l'université de Rome « La Sapienza » après l'annexion de Rome au royaume d'Italie. Il reste en fonction jusqu'en 1872.
En 1876, il fournit au Conseil provincial de la Santé de Rome les résultats d'une recherche sous le titre « Sur les conditions physiques et l'état matrimonial de la province romaine et les infirmités prédominant dans sa population par rapport au service militaire. »

## Publications
- L'Agro romano - breve nota del dott. Clito Carlucci, Rome, 1875.
- Dell'acqua marcia di Roma - Relazione chimico-igienica dei dottori Clito Carlucci, Pietro Balestra e Fausto Sestini di Roma, in Annali di chimica applicata alla medicina cioè alla farmacia, alla tossicologia, all'igiene, alla fisiologia, alla patologia e alla terapeutica, Serie 3, Volume 63, Fascicolo 2, 1876

## Sources
- (it) Cet article est partiellement ou en totalité issu de l’article de Wikipédia en italien intitulé « Clito Carlucci » (voir la liste des auteurs).